# Волчков Олексій Сергійович
Олексій Сергійович Волчков (рос. Алексей Сергеевич Волчков; 16 квітня 1990, Сизрань, РРФСР — 23 травня 2023, Україна) — російський військовий льотчик, майор ПКС РФ. Герой Російської Федерації.

## Біографія
В 2007 році закінчив 11 класів Сизранського ліцею №1 і вступив в Сизранське вище військовве авіаційне училище льотчиків, в 2010 роках — у філіал Військово-наукового центру ВПС «Військово-повітряна академія імені професора Жуковського і Гагаріна». Після закінчення навчання в 2012 році призначений 15-ту бригаду армійської авіації. Пройшов шлях від льотчика-оператора і командира вертольота до заступника командира вертолітної ескадрильї. Освоїв вертольоти Мі-8, Мі-24, Мі-35М і Ка-52, налітав загалом 1500 годин. В 2017 і 2021 роках перебував у відрядженнях в Сирії.
З 24 лютого 2024 року брав участь у вторгненні в Україну. 5 квітня 2022 року вертоліт Волчкова був збитий з ПТРК. Після тривалого лікування повернувся на фронт. 23 травня 2023 року його Ка-52 був збитий з ПЗРК. Всі члени екіпажу загинули.

## Нагороди
- Орден Мужності — нагороджений двічі.
- Медаль «За військову доблесть» 2-го ступеня
- Медаль «За відзнаку у військовій службі» 3-го ступеня (10 років)
- Медаль «Генерал армії Маргелов»
- Медаль «Учаснику військової операції в Сирії»
- Переможець конкурсу з повітряної виучки екіпажів «Авіадартс-2020»
- Медаль «Учаснику спеціальної військової операції»
- Звання «Герой Російської Федерації» (26 липня 2023, посмертно) — «за мужність і героїзм, проявлені під час виконання військового обов'язку.» В липні 2024 року медаль «Золота зірка» була передана рідним Волчкова.